# Список аэропортов Сербии
Список аэропортов Сербии включает в себя гражданские аэропорты и военные авиабазы Сербии. 

## Список аэродромов

### Гражданские
| Местонахождение | Округ                | ИКАО | ИАТА | Дата основания | Высота НУМ, м | Название                      |
| --------------- | -------------------- | ---- | ---- | -------------- | ------------- | ----------------------------- |
| Бела-Црква      | Южно-Банатский округ | LYBC | BCR  | ?              | 75            | Аэропорт «Бела-Црква»         |
| Белград         | Белград              | LYBE | BEG  | 1962           | 102           | Аэропорт «Никола Тесла»       |
| Вршац           | Южно-Банатский округ | LYVR | VRC  | 1925           | 84            | Аэропорт «Вршац»              |
| Ниш             | Нишавский округ      | LYNI | INI  | 1911           | 198           | Аэропорт «Константин Великий» |
| Ужице           | Златиборский округ   | LYUZ | UZC  | 1983           | 914/897       | Аэропорт «Поникве»            |

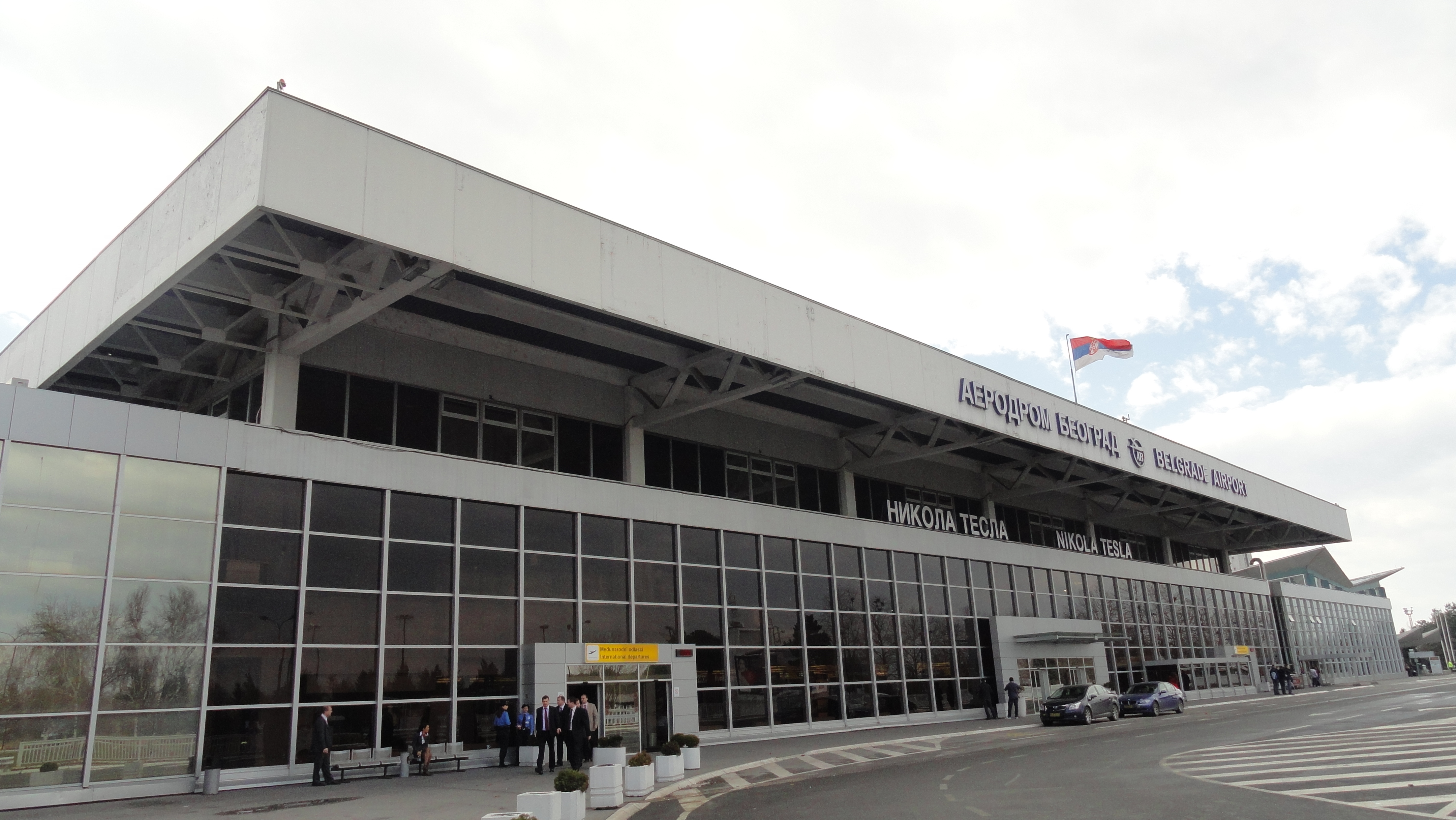
Аэропорт «Никола Тесла»
Аэродром Морава
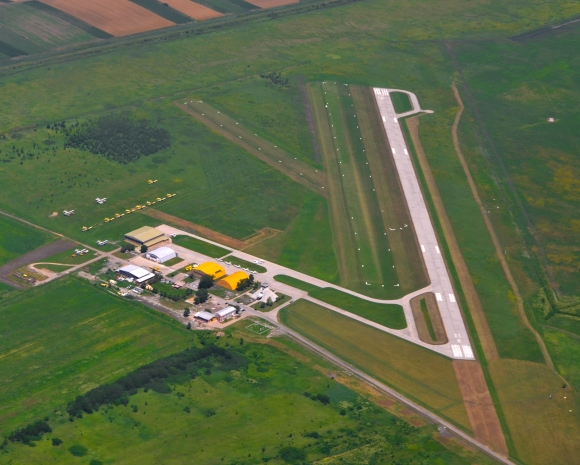
Аэродром «Вршац»
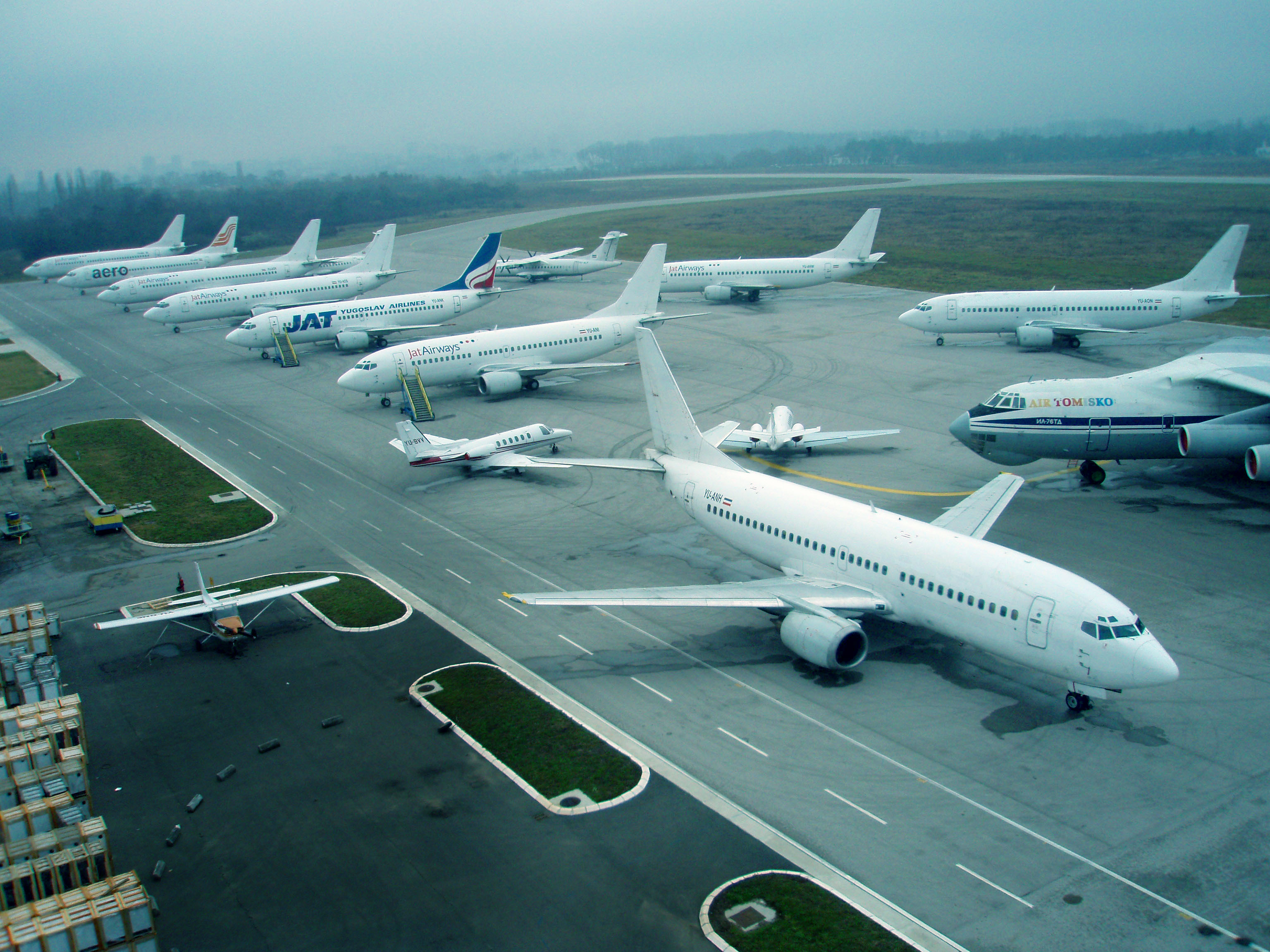
Аэродром «Константин Великий»

### Военные
| Местонахождение    | Округ           | ИКАО | ИАТА | Дата основания | Высота НУМ, м | Название             |
| ------------------ | --------------- | ---- | ---- | -------------- | ------------- | -------------------- |
| Батайница, Белград | Белград         | LYBT | BJY  | 1947           | 86            | Авиабаза «Батайница» |
| Ладжевци, Кралево  | Рашский округ   | LYKV | KVO  | 1967           | 209           | Авиабаза «Ладжевци»  |
| Ниш                | Нишавский округ | LYNI | INI  | 1911           | 198           | Авиабаза «Ниш»       |